# Alfred W. Crosby
Alfred W. Crosby (født 1931 i Boston, død 14. marts 2018) var en amerikansk forfatter og professor i geografi, historie og amerikanske studier.
Alfred W. Crosby er forfatter til "Ecological Imperialism. The Biological Expansion of Europe, 900-1900" (Cambridge University Press, 1986), der sætter opdagelsesrejserne fra Europa ud i verden og kolonialismen ind i en sammenhæng med deres biologiske konsekvenser. De forskelligartede bakterie-flora som forskellige befolkninger rundt om i verden var tilvænnet at leve med fik en afgørende betydning for udfoldelsen af mødet. I Europa var man vant til at leve tæt sammen med en række forskellige husdyr og havde derfor over tid udviklet resistens overfor forskellige bakterietyper, en resistens der kunne være helt fraværende blandt befolkninger i andre dele af verden.
Crosby fremlægger, hvordan disse forskellige biologiske tilvænningsprocesser fik katastrofale konsekvenser for oprindelige folk, ligesom fragten af dyr over kontinenter har fået afgørende indflydelse på faunaens udvikling.
Crosby har hermed bidraget til en forståelse af den verdenshistoriske udveksling, der ligger langt fra den magtpolitiske og begivenhedsorienterede udvikling - men som han påviser har haft endog overordentlig stor betydning for, hvordan den har udspillet sig.
Hans tilgang har været økologisk historie, der nok har inspireret en forfatter som Jared Diamond.

## Eksternt link
- Crosby's hjemmeside Arkiveret 17. maj 2013 hos  Wayback Machine